# Louis Antoine de Noailles
Louis-Antoine de Noailles (Castell de Peynières, Cros-de-Montvert, 27 de maig de 1651 – París, 4 de maig de 1729) va ser un prelat francès. Va ser bisbe de Cahors, de Chalons i, finalment, arquebisbe de París, sent creat cardenal el 1700.

## Biografia
Louis-Antoine de Noailles formava part de la casa de Noailles. Era el segon fill d'Anne de Noailles (mort el 1678), 1r duc de Noailles i la seva segona esposa, Lluïsa Boyer (1632-1697), dama d'honor de la reina Maria Teresa d'Àustria. Va estudiar teologia al Col·legi du Plessis a París, on va ser company i amic de Fénelon. Va obtenir el seu doctorat a la Sorbona el 14 de març de 1676.
Ja proveït de l'abadia d'Aubrac (diòcesi de Rodez), va ser nomenat bisbe de Cahors al març de 1679, per la qual cosa, per ordre d'Innocenci XI, va ser nomenat bisbe-comte de Châlons-en-Champagne el juny de 1680. Es va mostrar un bisbe preocupat pels seus deures. Va confiar el seu seminari de teologia als paüls i va fundar un petit seminari.
La regularitat de la seva conducta, el suport de la seva família i la protecció de Madame de Maintenon, va portar a Lluís XIV a nomenar-lo arquebisbe de París el 19 d'agost de 1695. Es va mostrar tal com era, sense brillantor, però piadós, actiu i gelós. Simple de maneres, era tan accessible als pobres com als rics. En 1709, va vendre la seva plata per alleujar les persones, aclaparat per la fam. Preocupat per la majestat dels llocs de culte així com per la bona conducta del clergat, va donar importants sumes per millorar la decoració de la catedral de Notre-Dame i altres esglésies de la seva diòcesi. Va construir a càrrec seu el Palau Arquebisbal. Va beneir la primera pedra del nou altar de Notre-Dame, i posà, el 7 de setembre de 1702, la primera pedra de l'església de Sant-Louis-en-l'Ile.
Inspirat més pels costums de França pels requisits del Concili de Trento, va fer noves edicions del Breviari, del missal i altres llibres litúrgics usats a París. Els decrets emesos amb motiu de la seva promoció (juny de 1696) van ordenar per primera vegada als qui aspiraven a l'estat eclesiàstic residir diversos mesos al seminari abans de la seva ordenació. Va organitzar un sínode diocesà en 1697 de conferències eclesiàstiques al llarg de la seva diòcesi i conferències setmanals de teologia moral a París. Es va demanar als sacerdots que fessin un retir anual, i es van establir altres normes per a la conducta del clergat, el servei diví, l'assistència a les escoles primàries i als malalts. Va animar i va ajudar els seminaris per a estudiants pobres i fundar un hospici per als sacerdots pobres, ancians o malalts (1696). Va consagrar 48 bisbes.
Encara era bisbe de Chalons quan va participar en conferències celebrades a Issy per examinar els escrits de Madame Guyon. Va tenir un paper secundari, però va aconseguir ser escoltat en plena defensa dels acusats. Poc després d'entrar en la controvèrsia amb Fenelon sobre el seu tractat d'Ètica dels Sants, que va ser condemnat pels bisbes de Meaux, de Chartres i Noailles.
Va ser fet comandant de l'orde de l'Esperit Sant l'1 de gener de 1698. El 22 de gener de 1700, Innocenci XII li va concedir el capel de cardenal amb el títol de Santa Maria sopra Minerva. Alguns mesos més tard, Noailles va presidir l'Assemblea General del Clergat de França, que va tenir una gran influència en l'ensenyament de la teologia moral a França. Esdevingué prior de Navarra el 1704, rector de la Sorbona el 1710 i degà honorari de la Facultat de Dret.
Va condemnar les cinc proposicions de Jansen, però es mostrà conciliador amb els jansenistes i es va oposar fortament als seus adversaris, els jesuïtes. Poc després del seu nomenament a París, va aprovar les Réflexions morales del pare Pasquier Quesnel (juny de 1695), un oratorià ja conegut per la seva vinculació al jansenisme i que es convertiria en un dels principals líders d'aquest partit. Aquesta aprovació havia de ser l'origen de molts problemes per al cardenal de Noailles.
Creient-se protegits pel nou arquebisbe de París, els jansenistes van animar-se a publicar una obra pòstuma de Barcos titulada "Exposició de la fe", explicant la doctrina jansenista de la gràcia, ja condemnada per Roma. Noailles va condemnar el treball el 20 d'agost de 1696 en la primera part d'una instrucció en la qual, en la segona part, va desenvolupar una teoria de la gràcia i la predestinació que s'assemblava molt a la del treball condemnat. Ningú no estava satisfet: la instrucció va disgustar tant als jansenistes com als jesuïtes. El primer va assenyalar les contradiccions d'un home que havia aprovat Quesnel i va condemnar Barcos. Un fulletó anònim titulat "Problème ecclésiastique", comparava vint-i-nou proposicions idèntiques aprovades a l'obra de Quesnel i condemnades en la de Barcos. El Parlament de París va condemnar el fullet a la foguera i, sis mesos després (2 de juny de 1699 va ser posat a l'Index i prohibit pel Sant Ofici.
Les controvèrsies ocasionades per la publicació del Cas de Conscience i les Réflexions morales de Quesnel van implicar a Noailles en profunditat en les disputes al voltant del jansenisme. Malgrat repetir els mandats de la Santa Seu, el cardenal es va negar durant diversos anys a acceptar la Unigenitus. Aquesta actitud li va valer l'hostilitat de Lluís XIV li va prohibir aparèixer a la Cort.
El setembre del 1715, el regent, Felip d'Orleans, el nomenà president del Consell de la consciència, que va donar una venjança notable al partit jansenista. Però no va trigar molt a quedar decebut per l'actitud del cardenal. Indecís, sempre vacil·lant, no es decidia a apel·lar a la butlla (3 d'abril de 1717) que va empènyer per centenars de peticions. Va mantenir la seva apel·lació en secret, publicant-la només el 24 de setembre de 1718, després de renunciar a la Consell de Consciència. A finals de març 1719 quan la duquessa de Berry, filla gran del Regent, va arribar al final d'un altre embaràs il·legítim, tingué un part molt difícil al palau de Luxemburg, el cardenal de Noailles no va dubtar a enfrontar-se al descontentament de la Regent, donant suport a la seva autoritat el capellà de Sant Sulpici, Languet Gergy, que es va negar a administrar els sagraments a la jove princesa. El 2 d'abril, oferí a la partera una filla morta. La "fecunda Berry" no es va recuperar les seves capes escandaloses i va morir al juliol de 1719. L'autòpsia revelà que es trobava un cop més embarassada.
El 13 de març de 1720 el cardenal de Noailles es va adherir al Corps de doctrine, una mena de compromís i va començar a girar-se la camisa. La seva família, el cardenal Fleury, el principal col·laborador de Germain-Louis Chauvelin, i fins i tot el Papa Benet XIII, van combinar els seus esforços per convèncer-lo. Al final, en una carta al Papa de19 de juliol de 1728 i en una carta de l'11 d'octubre de 1728, es va retractar de la seva apel·lació i va publicar la seva acceptació incondicional de la butlla. Després va retirar de diversos dels seus escrits que podrien posar en dubte la sinceritat de la seva submissió. Va restaurar els jesuïtes a les disposicions de les quals els havia privat tretze anys abans. Va morir dos mesos més tard, als 78 anys.
Va ser enterrat a la catedral de Notre-Dame de París.
El seu caràcter feble i incert el va portar a ofendre a tot el món: jesuïtes i jansenistes, papa i rei, partidaris i oponents a la butlla Unigenitus. Li faltava discerniment per triar els seus confidents. Va tenir un gran nom i va tenir un paper important en el seu temps, però no tenia les qualitats d'un gran bisbe. Va ser, va dir el canceller d'Aguesseau, un home "acostumat a lluitar fugint" i que, en la seva vida, havia fet "recessos més bells que belles defenses" .
Els seus escrits - ordenances diocesanes, instruccions parroquials - es recullen majoritàriament al Synodicon ecclesiæ Parisiensis (París, 1777).

## Honors
Comanador de l'orde de l'Esperit Sant